# Nordfriedhof (Ingolstadt)

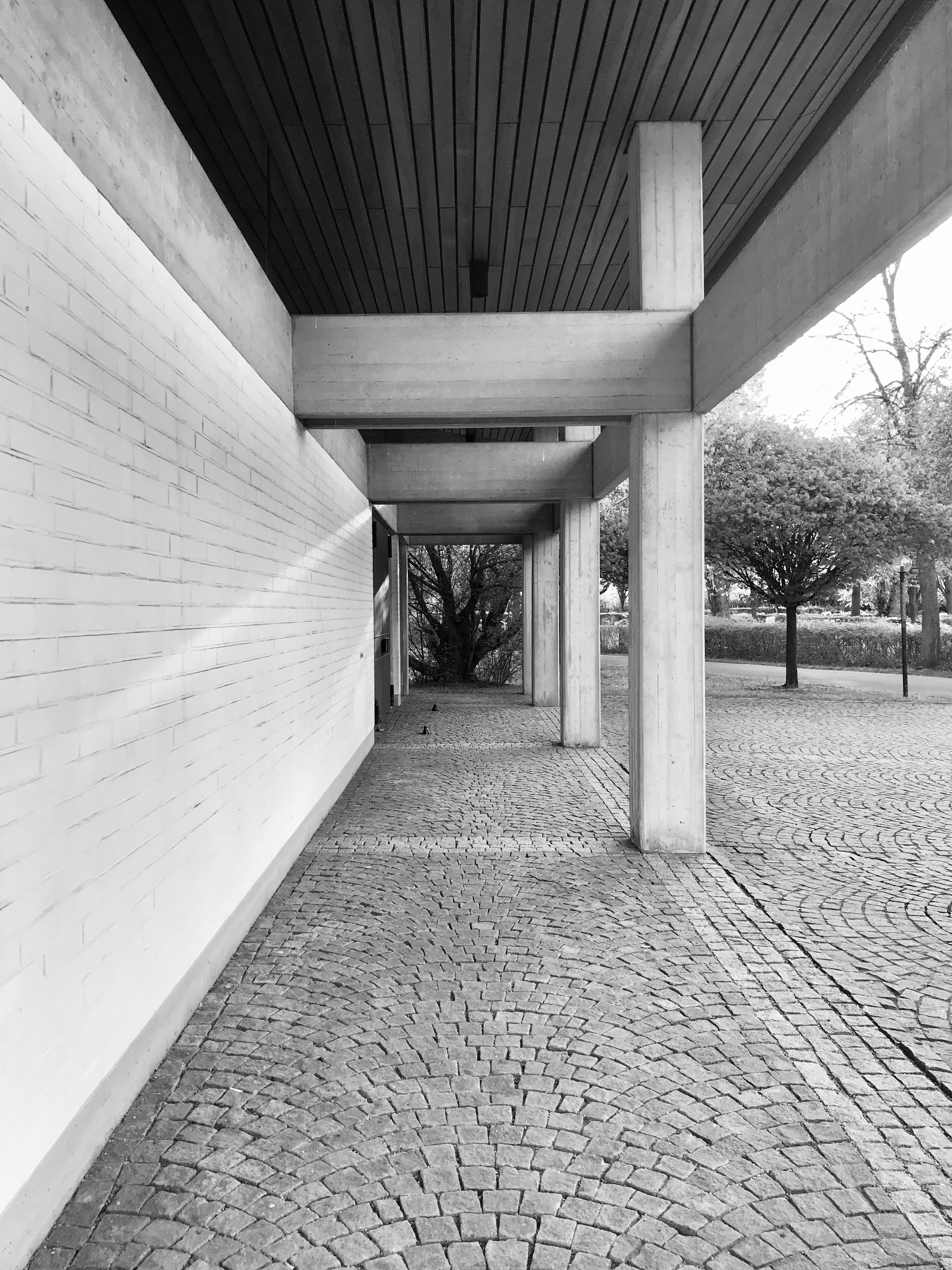
Säulengang

Der Nordfriedhof Ingolstadt wurde 1979 von den Ingolstädter Architekten Ludwig Geith, Manfred Törmer und Heinrich Amann errichtet.

## Lage
Der knapp 10 Hektar große Nordfriedhof befindet sich in der Waldeysenstraße 50 im Nordwesten von Ingolstadt.

## Geschichte und Architektur

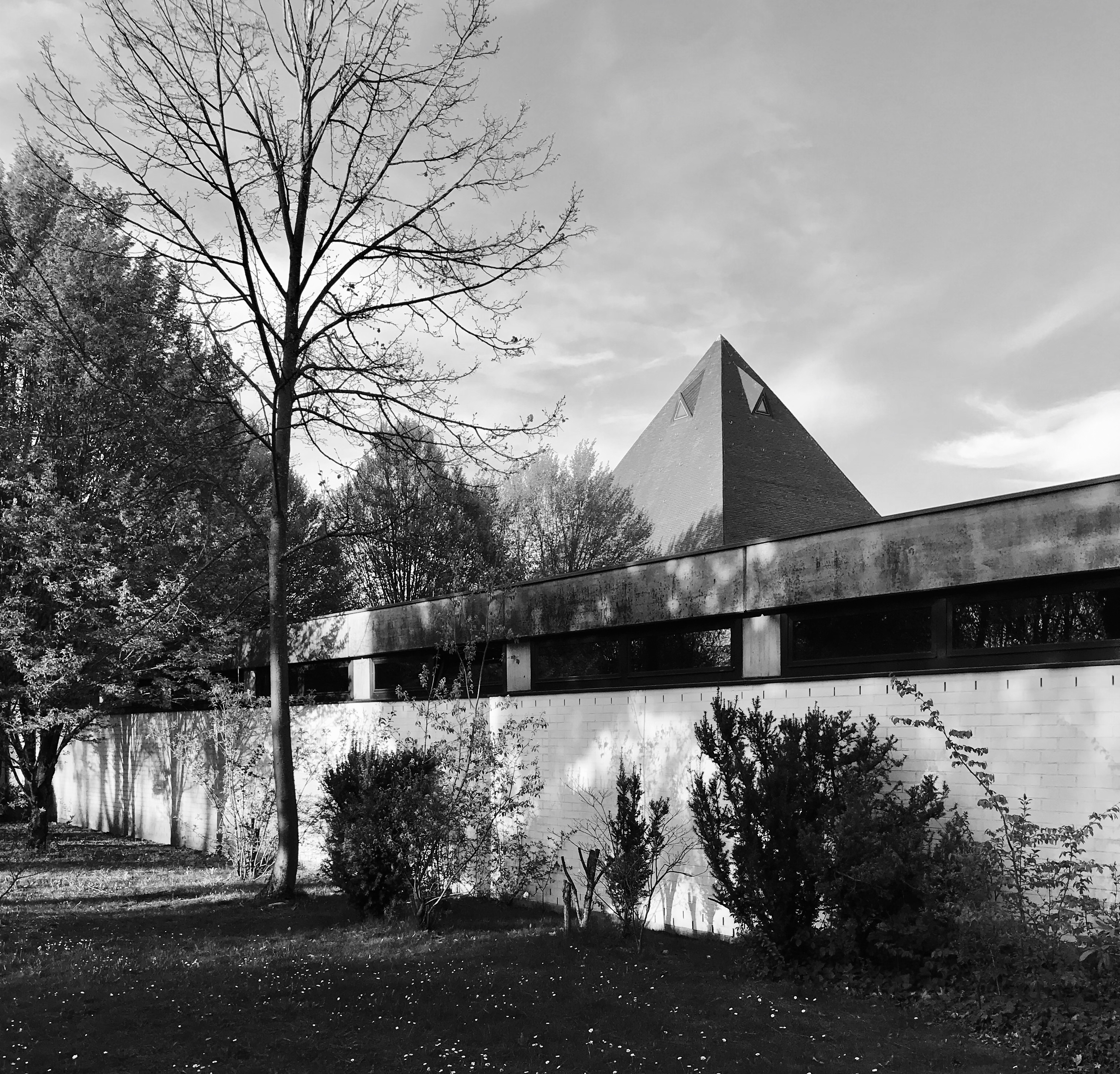
Pyramidendach

Städtebaulich bildet der Friedhof einen Puffer zwischen dem Gewerbegebiet des Güterverkehrszentrums und dem Wohngebiet Piusviertel. Mit seiner dichten Einpflanzung bildet der Friedhof eine grüne Oase für die Bewohner des Ingolstädter Nordwestens. Das Netz aus Erschließungswegen besteht aus sternförmig wie auch radial angeordneten Wegen. Das Zentrum des Wegenetzes ist die Aussegnungshalle mit Glockenturm und Pfarrhof. Das schwarze Pyramidendach der Aussegnungshalle setzt ein markantes architektonisches Zeichen innerhalb der Umgebung. Das Keramikrelief in der Aussegnungshalle entwarf der Ingolstädter Künstler Pius Eichlinger.